# کوه برلین
کوه برلین یک آتشفشان پوشیده از یخ در منطقه سرزمین ماری برد، جنوبگان، در فاصله ۱۰۰ کیلومتر (۶۲ مایل) از دریای آموندسن است. این یک کوه به عرض ۲۰ کیلومتر (۱۲ مایل) با نشت‌گاه‌های انگلی است که از دو آتشفشان متحد تشکیل شده‌است: برلین اصلی با کراتر برلین به عرض ۲ کیلومتر (۱٫۲ مایل) و قله مرم با کراتر به ابعاد ۲٫۵ در ۱ کیلومتر (۱٫۵۵ در ۰٫۶۲ مایل)، در فاصله ۳٫۵ کیلومتر (۲٫۲ مایل) از برلین. قله آتشفشانی ۳٬۴۷۸ متر (۱۱٬۴۱۱ فوت) از سطح دریا بلندتر است. حجم آن ۲۰۰ کیلومتر مکعب (۴۸ مایل مکعب) است و از لایه یخسار جنوبگان باختری بر می‌آید. این قسمتی از استان منطقهٔ آتشفشانی ماری بیرد است. تراکیت، سنگ آتشفشانی غالب آن است و به صورت جریان‌های گدازه و سنگ آذرآواری ظاهر می‌شود.
آتشفشان در دوران پلیوسن شروع به فوران کرد و تا انتهای پلیستوسن و هولوسن فعال بود. چندین لایه آذرآوار (تفرا) در مغزه‌های یخی در سراسر جنوبگان اما به ویژه در کوه مولتون به کوه برلین متصل شده‌اند، که مهم‌ترین منبع چنین تفراهایی در این منطقه هستند. لایه‌های تفرا به وسیله فوران‌های منفجره شکل گرفته‌اند که ستون‌های فوران بلندی ایجاد می‌کردند. در حال حاضر، فعالیت دودخانی در کوه برلین اتفاق می‌افتد. و از بخارهای یخی برج‌های یخی را تشکیل می‌دهد.